# Atletico Roma F.C.
Câu lạc bộ bóng đá Atletico Roma là một câu lạc bộ bóng đá Ý có trụ sở tại Rome, Ý. Câu lạc bộ được thành lập với tên Nuova Tor Sapienza Calcio, được đổi tên thành Cisco Tor Sapienza vào năm 1998. Sau nhiều lần sáp nhập, câu lạc bộ là sau này được biết đến như AS Cisco Collatino, AS Roma Cisco Calcio (2003-04, 2005-2010) và AS Cisco Lodigiani (2004-05). Câu lạc bộ cũng chơi ở Serie C (Lega Pro Prima Divisione) từ năm 2005 đến 2011. Mùa giải 2010-11, câu lạc bộ được biết đến với cái tên Atletico Roma FC. Một số câu lạc bộ đã được thành lập như là tên để gợi nhắc Atletico Roma hoặc Cisco Collatino sau năm 2010 và 2011, năm thành lập của Cisco Roma và Atletico Roma ban đầu.

## Lịch sử

### A.S. Cisco Collatino
AS Cisco Collatino là một câu lạc bộ bóng đá Ý, trước đây gọi là Cisco Tor Sapienza. Câu lạc bộ là tên của Collatino  quận của Rome cũng như Tor Sapienza  khu vực của Rome. Cisco Tor Sapienza được mua lại bởi tập đoàn Cisco Italia vào năm 1998. Trước khi mua lại, câu lạc bộ được biết đến với cái tên Nuova Tor Sapienza Calcio.
Cisco Collatino đã thắng 2001-02 Eccellenza Lazio vào giữa năm 2002 và được thăng hạng 2002 2002–03 Serie D.
Năm 2003, Cisco Collatino sáp nhập với một câu lạc bộ nhỏ hơn và đổi tên thành Cisco Calcio Roma.
Sau khi sáp nhập năm 2003, đã có những cái tên GS Cisco Collatino ASD, một học viện trẻ, cũng như một câu lạc bộ bóng đá mini Cisco Collatino Futsal.

### A.S. Cisco Calcio Roma (2003-04)
A.S. Cisco Calcio Roma là một câu lạc bộ bóng đá Ý. Nó được thành lập vào năm 2003 bởi sự hợp nhất của AS Cisco Collatino và A.Pol. Bufalotta. Sau này là tên của Bufalotta  khu vực của Rome. Câu lạc bộ kết thúc ở vị trí thứ 10 năm 2003–04 Serie D  Nhóm F.
Năm 2004, Cisco Calcio Roma sáp nhập với AS Lodigiani. Mặc dù AS Lodigiani là pháp nhân còn sống sót, Cisco Calcio Roma là thương hiệu còn tồn tại.

### A.S. Cisco Lodigiani (2004-05)
AS Cisco Lodigiani được thành lập vào năm 2004 bởi sự hợp nhất của hai câu lạc bộ thuộc sở hữu của gia đình Tulli của tập đoàn Cisco Italia. Cisco Calcio Roma và AS Lodigiani tương ứng. Lodigiani được mua bởi tập đoàn Cisco Italia vào năm 2003.
Nói một cách chính xác, giấy phép của AS Lodigiani đã được đổi tên thành AS Cisco Lodigiani vào năm 2004, được đổi lại thành Cisco Calcio Roma vào năm 2005. Trong khi giấy phép của AS Cisco Calcio Roma đã được bán vào năm 2004, để trở thành ASD Frascati Calcio, đã trở thành Lupa Frascati vào năm 2006.
Sự xáo trộn đã làm cho sự biến mất của Lodigiani, trong khi Cisco đạt được "sự thăng tiến" lên giải đấu chuyên nghiệp, trong khi Lupa Frascati tránh sự xuống hạng từ Serie D, cũng như việc tạo ra USD Tor di Quinto bằng cách sử dụng giấy phép của Lupa Frascati cũ.

### A.S. Cisco Calcio Roma (2005-2010)
Vào năm 2005, Cisco Lodigiani đã được hoàn nguyên về tên trước đó của một trong những đội tiền nhiệm, Cisco Calcio Roma. Tên viết tắt là Cisco Roma.
Cisco Roma đã chơi từ 2005-06 đến 2009-10 trong Lega Pro Seconda Divisione (ex Serie C2), mặc dù nó đã bắt đầu mùa giải Serie C2 2006-2007 với tham vọng thăng hạng lớn, sau khi ký hợp đồng với cựu ngôi sao của West Ham và Lazio, Paolo Di Canio: đội đứng thứ 2 tại Serie C2 bảng C, nhưng thua Reggiana trong trận bán kết thăng hạng.
Vào ngày 11 tháng 6 năm 2009, Mario và Davide Ciaccia đã mua nó ngay lập tức khởi động lại đội mà thực tế vào cuối mùa giải 2009-10 Lega Pro Seconda Divisione, đã được thăng hạng lên Prima Divisione với tư cách là chiến thắng trong trận play-off.

### Atletico Roma FC (2010-11)
Vào ngày 7 tháng 7 năm 2010, câu lạc bộ đã đổi tên thành Atletico Roma FC và màu sắc của nó thành màu xanh và trắng, để tạo khoảng cách từ lịch sử của Lodigiani và từ bỏ một tên công ty, vì cả Lodigiani và Cisco đều là các công ty có trụ sở tại Rome.
Vào ngày 18 tháng 7 năm 2011 Atletico Roma FC đã bị loại khỏi Lega Pro Prima Divisione theo quyết định của Hội đồng Liên đoàn bóng đá Ý.

## Màu sắc và huy hiệu
Màu sắc của đội là đỏ và trắng trong kỷ nguyên AS Cisco Calcio Roma. Nó đã được đổi thành màu xanh và trắng trong mùa 2010-11 trong kỷ nguyên Atletico Roma FC.
Trong kỷ nguyên AS Cisco Calcio Roma, câu lạc bộ đã sử dụng logo giống với AS Lodigiani. Trong phiên bản thứ hai của logo, nó có hình một con hổ và năm 1972, năm thành lập của AS Lodigiani. Trong kỷ nguyên Atletico Roma FC, câu lạc bộ vẫn giữ lại năm 1972 trong logo.
Cisco Collatino Futsal, một tên gọi của Cisco Collatino tiền nhiệm của Cisco Roma, đã sử dụng cùng một biểu tượng con hổ, nhưng với tên câu lạc bộ của riêng mình và năm 1968 trên đó.

## Tên
ASD Cisco Collatino Futsal, tỏ lòng tôn kính với AS Cisco Collatino ban đầu, kể từ mùa giải 2018*19 vẫn hoạt động như một học viện trẻ, câu lạc bộ bóng đá nữ  và mini, Câu lạc bộ bóng đá 8 người. Câu lạc bộ đó có số đăng ký FIGC 934.859. Trong một cuộc phỏng vấn, Mario Ricca, Giám đốc thể thao của câu lạc bộ, đã tiết lộ rằng Cisco Collatino Futsal đã liên kết với Torino từ năm 2015. Cisco Collatino Futsal đã hoàn thành vào ngày 6 tháng 12 năm 2011-12 Serie D Rome Group D. Cisco Collatino Futsal được thành lập vào khoảng năm 2011.
Có một cái tên khác, Gruppo Sportivo Cisco Collatino ASD, với số đăng ký FIGC là 916.287. Câu lạc bộ đã được hủy đăng ký thành viên của Liên đoàn bóng đá Ý (FIGC) vào năm 2006. Pháp nhân của GS Cisco Collatino ASD được thành lập vào tháng 9 năm 1994. Câu lạc bộ thể thao cũng liên kết với Ủy ban Olympic quốc gia Ý (CONI) vào năm 2013 với tư cách là thành viên của Unione Sportiva ACLI.
Một tên gọi khác, ASD Real Cisco Collatino, là một sự khởi đầu của ASD Res Roma vào năm 2010  Cisco Collatino thực sự đã tham gia vào năm 20101111 Prima Cargetoria. Câu lạc bộ xuống hạng ở vị trí cuối cùng của nhóm D. Số đăng ký của câu lạc bộ đó là 932.247. Câu lạc bộ đó đã trở thành Real 100Celle trong mùa 2011-12.
Năm 2017, một câu lạc bộ nhỏ từ Rome đã được đổi tên từ SSD Atletico Calcio Roma thành ASD Atletico Roma. Số đăng ký của câu lạc bộ đó là 934.725. Các câu lạc bộ đã hoàn thành như ngày 6 2017-18 Prima Thể loại Lazio Nhóm C. câu lạc bộ đó được đổi tên thành ASD Tor Lupara 1968 tại vào năm 2018. Atletico Calcio Roma được biết đến với cái tên ASD Atletico Torrenova trước năm 2013.